# Werthenstein
Werthenstein est une commune suisse du canton de Lucerne, située dans l'arrondissement électoral d'Entlebuch.

Vue aérienne (1950)

## Monuments et curiosités
- L'église de pèlerinage Notre-Dame et l'ancien couvent de Franciscains sont situés sur un rocher au-dessus de l'Emme. L'église construite entre 1608 et 1613 par le Maître tailleur de pierre Anton Isenmann est un ensemble qui peut être qualifié de post-gothique. Les adjonctions qui remontent à 1621 sont en revanche des éléments de style gothique, Renaissance et  baroque. Elles consistent en des chapelles qui contiennent des autels sculptés et peints de la Renaissance allemande tardive. Le cloître du couvent fondé en 1630 témoigne avec ses arcades toscanes des tendances méridionales de l'architecture lucernoise[3].
- Au pied de la colline du couvent, pont de bois couvert construit en 1775[4].